# Teoria de sistemes
La teoria general de sistemes, teoria de sistemes, teoria sistèmica, enfocament sistèmic o pensament sistèmic és un esforç d'estudi interdisciplinari que tracta de trobar les propietats comunes a entitats o els sistemes, que es presenten en tots els nivells de la realitat, però que són objectiu tradicionalment de disciplines acadèmiques diferents. La seva posada en marxa s'atribueix al biòleg austríac Ludwig von Bertalanffy, que va encunyar la denominació a mitjan segle xx.

## Contextos
Com a ciència urgent, planteja paradigmes diferents als de la ciència clàssica. La ciència de sistemes observa totalitats, fenòmens, isomorfismes, causalitats circulars, i es basa en principis com la subsidiarietat, pervasiva, multicausalitat, determinisme, complementarietat, i, d'acord amb les lleis trobades en altres disciplines i mitjançant l'isomorfisme, planteja la comprensió de la realitat com un complex, aconseguint la seva transdisciplinarietat i multidisciplinarietat.

### Filosofia
La teoria general dels sistemes proposada per Ludwig von Bertalanffy en 1945 apareix com una metateoria, una teoria de teories (en sentit figurat) que, partint del molt abstracte concepte de sistema, busca regles de valor general, aplicables a qualsevol sistema i en qualsevol nivell de la realitat.
Va sorgir a causa de la necessitat d'abordar científicament la comprensió dels sistemes concrets que formen la realitat, generalment complexos i únics, resultants d'una història particular, en comptes de sistemes abstractes com els que estudia la física. Des del Renaixement la ciència operava aïllant components de la realitat, com la massa, i aspectes dels fenòmens, com l'acceleració gravitatòria.
Però els cossos que cauen ho fan sota altres influències i de manera complexa. Davant la complexitat de la realitat hi ha dues opcions: en primer lloc, és negar el caràcter científic a qualsevol esforç per comprendre altra cosa que no siguin els sistemes abstractes, simplificats, de la física. Convé recordar aquí la rotunda afirmació de Rutherford: "La ciència és la física; la resta és col·leccionisme de segells". En segon lloc, començar a buscar regularitats abstractes en sistemes reals complexos. La teoria general de sistemes (TGS) no és el primer intent històric d'aconseguir una metateoria o filosofia científica capaç d'abordar molts diferents nivells de la realitat. El materialisme dialèctic busca un objectiu equivalent combinant el realisme i el materialisme de la ciència natural amb la dialèctica hegeliana, part d'un sistema idealista. La teoria general de sistemes (TGS) sorgeix en el segle xx com un nou esforç en la recerca de conceptes i lleis vàlids per a la descripció i interpretació de tota classe de sistemes reals o físics.

### Pensament i teoria general de sistemes
Pot ser vista també com un intent de superació, en el terreny de la biologia, de diverses de les disputes clàssiques de la filosofia, al voltant de la realitat i al voltant del coneixement:
- Materialisme vs. vitalisteoriame.
- Reduccionisme vs. holisme.
- Mecanicisme vs teleologia.

En la disputa entre materialisme i vitalisme la batalla estava guanyada des d'abans per la posició monista que veu en l'esperit una manifestació de la matèria, un epifenomen de la seva organització. Però al voltant de la TGS i altres ciències sistèmiques s'han formulat conceptes, com el de propietat emergent, que han servit per reafirmar l'autonomia de fenòmens, com la consciència, que tornen a ser vistos com a objectes legítims d'investigació científica.
Semblant efecte es troba en la disputa entre reduccionisme i holisme, en la qual la TGS aborda sistemes complexos, totals, buscant analíticament aspectes essencials en la seva composició i en la seva dinàmica que puguin ser objecte de generalització.
Quant a la polaritat entre mecanicisme/causalitat i teleologia, l'aproximació sistèmica ofereix una explicació, es podria dir que mecanicista, del comportament "orientat a un fi" d'una certa classe de sistemes complexos. Va ser Norbert Wiener, fundador de la Cibernètica qui va anomenar sistemes teleològics als que tenen el seu comportament regulat per retroalimentació negativa. Però la primera, i fonamental revelació en aquest sentit, és la que va aportar Darwin amb la teoria de selecció natural, mostrant com un mecanisme cec pot produir ordre i adaptació, el mateix que un subjecte intel·ligent.

## Desenvolupaments
Encara que la teoria general de sistemes (TGS) va sorgir en el camp de la Biologia, aviat es va veure la seva capacitat d'inspirar desenvolupaments en disciplines diferents i s'aprecia la seva influència en l'aparició d'altres noves. Així s'ha anat constituint l'ampli camp de la sistèmica o de les ciències dels sistemes, amb especialitats com la cibernètica, la teoria de la informació, la teoria de jocs, la teoria del caos o la teoria de les catàstrofes. En algunes, com l'última, ha seguit ocupant un lloc prominent la Biologia.
Més recent és la influència de la teoria general de sistemes (TGS) en les Ciències Socials. Destaca la intensa influència del sociòleg alemany Niklas Luhmann, que ha aconseguit introduir sòlidament el pensament sistèmic en aquesta àrea.

## Àmbit metamòrfic de la teoria

### Descripció del propòsit
La teoria general de sistemes en el seu propòsit més ampli és l'elaboració d'eines que capacitin a altres branques de la ciència en la seva investigació pràctica. Per si sola, no demostra o deixa de mostrar efectes pràctics. Perquè una teoria de qualsevol branca científica estigui sòlidament fonamentada, ha de partir d'una sòlida coherència sostinguda per la TGS. Si es compten amb resultats de laboratori i es pretén descriure la seva dinàmica entre diferents experiments, la TGS és el context adequat que deixarà donar suport a una nova explicació, que permetrà posar a prova i verificar la seva exactitud. Per això se l'encasella en l'àmbit de metateoria.
Busca descobrir isomorfismes en diferents nivells de la realitat que permetin:
- Usar els mateixos termes i conceptes per descriure trets essencials de sistemes reals molt diferents, i trobar lleis generals aplicables a la comprensió de la seva dinàmica.
- Afavorir, primer, la formalització de les descripcions de la realitat, després, a partir d'ella, permetre la modelització de les interpretacions que es fan d'ella.
- Facilitar el desenvolupament teòric en camps en què és difícil l'abstracció de l'objecte, ja sigui per la seva complexitat o per la seva historicitat, és a dir, pel seu caràcter únic. Els sistemes històrics estan dotats de memòria, i no se'ls pot comprendre sense conèixer i tenir en compte la seva particular trajectòria en el temps.
- Superar l'oposició entre les dues aproximacions al coneixement de la realitat:
  - L'analítica, basada en operacions de reducció.
  - La sistèmica, basada en la composició.

L'aproximació analítica està en l'origen de l'explosió de la ciència des del Renaixement, però no resultava apropiada, en la seva forma tradicional, per a l'estudi de sistemes complexos.

### Descripció de l'ús
El context en què la teoria general de sistemes (TGS) es va posar en marxa, és el d'una ciència dominada per les operacions de reducció característiques del mètode analític. Bàsicament, per poder manejar una eina tan global, primer s'ha de partir d'una idea del que es pretén demostrar, definir o posar a prova. Tenint clar el resultat (partint de l'observació en qualsevol dels seus vessants), llavors se li aplica un concepte que, el millor que es pot assimilar resultant familiar i fàcil d'entendre, és als mètodes matemàtics coneguts com a mínim comú múltiple i màxim comú divisor. A semblança d'aquests mètodes, la teoria general de sistemes (TGS) tracta d'anar desgranant dels factors que intervenen en el resultat final, de manera que a cada factor li atorga un valor conceptual que fonamenta la coherència del que s'ha observat, enumera tots els valors i tracta d'analitzar tots per separat i, en el procés de l'elaboració d'un postulat, tracta de veure que tots els conceptes són comuns i no comuns amb un major índex de repetició, així com els que són comuns amb un menor índex de repetició. Amb els resultats en mà i un gran esforç d'abstracció, se'ls assignen a conjunts (teoria de conjunts), formant objectes. Amb la llista d'objectes completa i les propietats d'aquests objectes declarades, es conjecturen les interaccions que existeixen entre ells, mitjançant la generació d'un model informàtic que posa a prova si aquests objectes, virtualitzats, mostren un resultat amb uns marges d'error acceptables. En darrer pas, es procedeix a fer les proves de laboratori, és quan les conjectures, postulats, especulacions, intuïcions i altres sospites, es posen a prova i neix la teoria.
Com tota eina matemàtica en què s'operen amb factors, els factors enumerats que intervenen en aquests processos de recerca i desenvolupament no alteren el producte final, encara que sí que poden alterar els temps en obtenir els resultats i la qualitat d'aquests, oferint una major o menor resistència econòmica a l'hora d'obtenir solucions.

## Aplicació
La principal aplicació d'aquesta teoria, està orientada a l'empresa científica que té paradigma i és la física. Els sistemes complexos, com els organismes o les societats, permeten aquest tipus d'aproximació només amb moltes limitacions. En l'aplicació d'estudis de models socials, la solució sovint era negar la pertinença científica de la investigació de problemes relatius a aquests nivells de la realitat, com quan una societat científica va prohibir debatre en les seves sessions el context del problema del que és i no és la consciència. Aquesta situació resultava particularment insatisfactòria en biologia, una ciència natural que semblava quedar relegada a la funció de descriure, obligada a renunciar a qualsevol intent d'interpretar i predir com aplicar la teoria general dels sistemes a un sistema.

## Exemple d'aplicació de la TGS: Teoria del caos
Els factors essencials d'aquesta teoria es componen de:
- Entropia: ve del grec entròpica que significa transformació o tornada. El seu símbol és la S, i és una metamagnitud termodinàmica. La magnitud real mesura la variació de l'entropia. En el Sistema Internacional és el J/K (o Clausius) definit com la variació d'entropia que experimenta un sistema quan absorbeix la calor d'1 joule a la temperatura d'1 K.
- Entalpia: paraula encunyada a 1850 pel físic alemany Clausius. L'entalpia és una metamagnitud de termodinàmica simbolitzada amb la lletra H. La seva variació es mesura, en el Sistema Internacional d'Unitats, en joules. Estableix la quantitat d'energia processada per un sistema i el seu medi en un instant A de temps i el compara amb l'instant B, relatiu al mateix sistema, un cop descomptat el treball realitzat sobre l'atmosfera.
- Neguentropía: es pot definir com la tendència natural que s'estableix per als excedents d'energia d'un sistema, dels quals no feu servir. És una metamagnitud, de la qual la seva variació es mesura en la mateixa magnitud que les anteriors.

### Entropia
| Relació de Fets |
| --- |
| Fet 1, del qual es deriva el concepte d'entropia: les forces es dissipen en l'espai. Les conseqüències evidents d'això, es manifesten en forma d'una tendència a augmentar la dissipació de l'energia de forma directament proporcional al quadrat de la distància. Això va ser previst per la segona llei de la termodinàmica, que planteja que l'organització en els sistemes aïllats (sistemes que no tenen intercanvi d'energia amb el seu medi, o que el medi no ofereix l'entorn apropiat) els porta a l'equilibri perpetu. |
| Fet 2, del qual es deriva el concepte d'entropia: dins d'un sistema no equilibrat de manera perpètua, hi ha manifestacions d'energia mínimes, les quals es fan evidents mitjançant l'estudi i càlcul del sistema sota la seva quantització. En els sistemes biològics, aquests paquets es denominen ATP, en els sistemes físics magnetoeléctricos es denominen Ions, en els sistemes de Mecànica quàntica s'anomena paquet de Planck, en els sistemes unificats s'anomenen tensor. Depenent del nivell d'observació i del sistema observat, l'expressió del paquet pot no ser útil, per la qual cosa, per exemple, l'ATP sense una capacitat de combinació adequada és una pèrdua de recursos, el Ió que ha dissipat la seva càrrega en forma de calor inútil és una pèrdua de recursos, el tensor que ha contribuït a la transacció de càrregues per a un objectiu aliè al sistema ha reduït la seva efectivitat, el bibliotecari despistat que se li oblida el llibre sempre sota la cadira, està malbaratant els seus recursos; l'oficina que no aconsegueix mantenir sota control els seus fitxers, malgasta recursos en temps de reorganització, reduint la seva producció i augmentant el seu estrès organitzatiu. |

| Integració de fets |
| --- |
| Si es combinen ambdós fets, ens queda el següent: com més superfície s'hagi de tenir en compte per a la transmissió de la informació, aquesta es tornarà corrupte de manera proporcional al quadrat de la distància a cobrir. Aquesta corrupció té una manifestació evident, en forma de calor, de malaltia, de resistència, d'esgotament extrem o d'estrès laboral. Això suposa una reorganització constant del sistema, el qual deixarà de complir amb la seva funció en el moment que li falti informació. Davant l'absència d'informació, sistemàticament cessarà la seva activitat i es transformarà en un altre sistema amb un grau major d'ordre. Aquest fenomen està governat pel principi de llibertat asimptòtica. |

| Enumeració de principis |
| --- |
| Principi de llibertat asimptòtica: quan el sistema sembla assolir l'estat preferent, és indicació que els mitjans, pels quals transfereix la informació, no estan capacitats per processar la suficient com per adaptar-se a les noves necessitats imposades pel canvi d'un mitjà dinàmic, per la qual cosa el medi canvia més ràpid del que el sistema podrà adaptar dins del seu període d'existència. Això marca el pas del temps de forma relativa al sistema, observant el futur més llunyà per a aquest sistema com l'estat en el qual les propietats que el defineixen com "X" deixen d'expressar-se, i l'ús per a altres sistemes que demanen fragmanets d'informació útils. Això defineix un altre principi base dels sistemes: la simetria. |
| Principi de simetria discreta (TGS base): la simetria física és aquella que només es pot conceptualitzar en la ment, ja que aquest estat del sistema inhibeix tota mena de comunicació, en ser aquesta altament incerta o amb un grau d'incertesa tan extrem, que no es poden prendre els paquets clars, pel que requereix un estudi profund del sistema investigat sobre la base de l'estadística. |

| Procés d'estudi |
| --- |
| Procés 1: es registra allò directament observat, s'associa un registre de causa i efecte, i per a aquelles que han quedat orfes (només s'observa la causa però es desconeix l'efecte) se les encasella com propietats diferencials. Aquestes propietats neixen de la necessitat de donar explicació al perquè l'observat no correspon amb l'esperat. D'això neixen les propietats emergents. |
| Procés 2: s'estableixen uns mètodes que, aplicats, trenquen aquesta simetria obtenint resultats físics mesurables en laboratori. Els que no es corroboren, s'abandonen i se especulen altres possibilitats. |

| Resum general |
| --- |
| L'entropia està relacionada amb la tendència natural dels objectes a caure en un estat de neutralitat expressiva. Els sistemes tendeixen a buscar el seu estat més probable, en el món de la física l'estat més probable d'aquests sistemes és simètric, i el major exponent de simetria és la inexpressió de propietats. Al nostre nivell de realitat, això es tradueix en desordre i desorganització. En altres paraules: davant un mitjà caòtic, la relació tensorial de totes les forces tendiran a donar un resultat nul, oferint un marge d'expressió tan reduït que, per si mateix, és inservible i menyspreable. |

| | - | Augmentar l'entropia, i, per tant, es pot afirmar que la dinàmica d'aquests sistemes és la de transformar i transferir l'energia, sent la inaprofitable energia que es transforma en una alteració interna del sistema. En la mesura que va disminuint la capacitat de transferència, va augmentant l'entropia interna del sistema. |
| Propietat 1: procés mitjançant el qual un sistema tendeix a adoptar la tendència més econòmica dins del seu esquema de transacció de càrregues. |   | |
| La dinàmica del sistema tendeix a dissipar el seu esquema de transacció de càrregues, pel fet que aquest esquema també està sotmès a la propietat 1, convertint-lo en un subsistema. |   | |
| El realment important, no és el menyspreable del resultat, sinó que sorgeixin altres sistemes tant o més caòtics, dels quals, els valors menyspreables que resulten de la no cancel·lació absoluta dels seus tensors sistemàtics, puguin ser sumats als del sistema veí, obtenint així un resultat exponencial, pel que s'associen els nivells d'estabilitat a un rang de caos amb un resultat relativament predictible, sense haver d'estar observant la incertesa que causa la dinàmica interna del propi sistema. |   | |
| En sistemes relativament senzills, l'estudi dels tensors que governen la dinàmica interna, ha permès replicar per la seva utilització per l'home. A mesura que s'ha avançat en l'estudi interior dels sistemes, s'ha aconseguit anar replicant sistemes cada vegada més complexos. |   | |

Encara que l'entropia expressa les seves propietats de manera evident en sistemes tancats i aïllats, també s'evidencien, encara que de forma més discreta, a sistemes oberts; aquests últims tenen la capacitat de perllongar l'expressió de les seves propietats a partir de la importació i exportació de càrregues des d'i cap a l'ambient, amb aquest procés generen neguentropia (entropia negativa), i la variació que existeix dins del sistema en l'instant A de temps amb l'existent al B .

### Negentropia
Es pot definir com el paquet d'energia que emergeix davant l'oposició del mitjà que tendeix a cancel·lar. L'ona portadora de la informació, haurà harmonitzar i ressonar amb altres formes d'ona, com a resultat de la coincidència en el temps i l'espai de diferents formes d'expressió que han estat menyspreades pels sistemes adjacents.
En aparença, s'oposa al segon principi de la termodinàmica, però és una força que tendeix a fomentar l'emergència de noves propietats. Això dona base a l'evolució dels sistemes, ja que el seu resultat són més paquets d'energia que són quantificables pels sistemes existents i, per tant, els condicionen a adaptar-se a la 'nova moneda' que marca el ritme de l'economia del sistema. Segons opinions, hi ha qui ho catalogaria de majors nivells d'ordre en els sistemes oberts.
Amb relació a l'economia interna d'un sistema, es pot dir que en la mesura que el sistema és capaç de no utilitzar tota l'energia que importa del medi en el procés de transformació, està estalviant o acumulant un excedent d'energia que és la negentropia i que pot ser destinada a mantenir o millorar l'organització del sistema. La negentropia, llavors, es refereix a l'energia que el sistema és capaç de transferir des de l'exterior ambiental cap a l'interior. En aquest procés, el sistema compta amb subsistemes perquè, amb l'estímul adequat, adquireixin inèrcia suficient com per mantenir el seu estat origen i tancar el cicle amb un resultat emergent, exponencial i de valor qualitatiu com és la capacitat d'adaptar-se al medi. L'entropia es pot relacionar amb la matèria i les seves propietats, i prediu que aquesta tendeix a desintegrar-se per tornar al seu estat original de simetria primordial.
La negentropia se la pot relacionar amb la sinergia, coadjuvació, transversalitat o qualsevol altre resultat que doni com a expressió la conservació de l'energia; tancant els cicles de transformacions possibles en el moment que un dels resultats finals del sistema, sota observació, expressi una sortida no aprofitable pels sistemes col·laterals a l'observat.
En el cas de sistemes oberts, les bonances del medi permeten administrar els recursos interns de manera que l'entropia sigui cancel·lada pels excedents, i d'haver encara més, es pugui, fins i tot, replicar. Amb suficients unitats, l'entropia aportada al sistema potser tendeix a trencar la simetria i discreció d'aquests residus, i com és el cas del Sol, les seves radiacions resultants de seus processos entròpics, puguin alimentar altres sistemes, com ara la vida a la Terra. Potser s'entén com un augment dels nivells d'ordre, però no és més que un pas més per al continu viatge al punt de col·lapse. En aquest sentit es pot considerar la negentropia com l'expressió de forces naturals que nodreixen certs sistemes de comunicació de transferència dinàmica de càrregues, que mitjançant la saturació de les unitats, aquestes imposen una limitació a l'hora de processar aquestes càrregues, servint com a mecanisme auto-regulador amb capacitat de sostenibilitat, és a dir, amb una capacitat i un poder inherent de l'energia de manifestar-se d'incomptables formes i maneres. La negentropia afavoreix la subsistència del sistema, expressant mitjançant mecanismes que tracten situacions caòtiques per al seu benefici. Mecanisme pel qual el sistema expressa les seves propietats, i mostra una estabilitat conseqüent amb la seva capacitat de procés d'energia davant d'una situació caòtica. Per exemple, l'homeòstasi en els organismes.
La construcció de models des de la cosmovisió de la teoria general dels sistemes permet l'observació dels fenòmens d'un tot, alhora s'analitza cadascuna de les seves parts sense descuidar la interrelació entre elles i el seu impacte sobre el fenomen general entenent el fenomen com el sistema, a les seves parts integrants com subsistemes i al fenomen general com suprasistema.

## Els orígens de les teories sistèmiques
Les teories sistèmiques s'originen en diverses aportacions científiques:
1. La teoria general de sistemes que sorgeix a la biologia amb Ludwig von Bertalanffy, que després es difon a la psicologia nord-americana dels anys 50; la seva expectativa és la unificació de la ciència amb el seu concepte d'isomorfisme.
2. La teoria estructural-funcionalista Talcott Parsons dels anys 1950. Aquesta teoria, juntament amb la teoria dels sistemes, defineix funcionalment els processos de canvi en la societat i la política.
3. Les teories cibernètiques dels anys 50 que proveiran del seu llenguatge i la seva lògica les teories sistèmiques.
4. L'economia clàssica, permanent inspiradora de l'anàlisi política nord-americana.

## Principals característiques de la teoria sistèmica d'Easton
Easton intentava construir una teoria general de la política que servís de carcassa conceptual als estudis empírics en la seva disciplina. Amb aquest objectiu intenta analitzar l'equilibri dels sistemes en un món en constant canvi.
La idea més important a la teoria d'Easton és la que diu que els sistemes polítics persisteixen a través del canvi dinàmic: feedback.
Tant en la vida política com en altres sistemes, diu David Easton (El sistema polític, 1953), el feedback pot ser mostrat com fonamental tant per a la regulació de l'error, és a dir, per mantenir el sistema apuntat en una direcció establerta -preservació de l'statu quo-, com per a una redirecció intencional, és a dir, per apartar-se a la recerca de noves fites per assolir.
A Easton el preocupava combinar el concepte d'equilibri i el de sistema en la ciència política i definir conceptualment aquesta última (prenent distància del dret) com l'assignació autoritativa de valors, resultat d'una interacció sistèmica, marginant conceptes com estat, institució o llei. Busca analitzar la vida com a sistema de conducta, i per fer-ho acaba per construir de manera analítica una abstracció: el sistema polític. Així, utilitza com a unitat bàsica de l'anàlisi la interacció entre el sistema polític i el seu ambient social. El concepte de sistema polític abraça el conjunt d'interaccions que l'investigador considera interessant estudiar i no la totalitat de les que es troben en la política.
Easton diu que s'ha de veure el sistema polític envoltat d'altres ambients i alhora com un sistema obert, ja que és influït i influeix altres ambients.
L'ambient total pot dividir-se en 2 parts: l'ambient intrasocial i l'extrasocial. El primer es refereix a tots aquells sistemes que pertanyen a la mateixa societat que el sistema polític. Són segments funcionals de la societat. En canvi, la part extrasocial està formada pels sistemes que estan fora de la societat de partida, és a dir, la societat internacional, el suprasistema.
Allò que distingeix les interaccions polítiques de les altres interaccions socials és el fet que estan adreçades a concretar l'assignació autoritativa de valors a la societat (autoritativa perquè els actors que en resulten afectats consideren obligatòries aquestes decisions). Així, l'assignació autoritativa de valors i la freqüència amb què són acceptats per la societat constitueixen les variables essencials d'un sistema polític.
Per a Easton, els tres components de l'esquema analític del sistema polític són: 
1. La comunitat política: és un grup de persones vinculades per una divisió política del treball.
2. El règim: és el conjunt de condicionaments que tenen les interaccions polítiques, i es compon de:

- Normes: expliciten quins procediments són acceptables en la transformació i distribució de les demandes.
- Estructures d'autoritat: models formals i informals amb què el poder s'organitza i distribueix.
- L'autoritat: la constitueixen els qui ocupen rols actius en la política, o sigui duen a terme la gestió.

3. Valors: principis orientadors de l'acció, objectius per assolir.

## Com es produeix la interacció política?
El fet que alguns sistemes sobrevisquin vol dir que necessiten posseir capacitat de resposta a les pertorbacions per adaptar-se a les circumstàncies. Són capaços de regular la seva pròpia conducta, transformar la seva estructura interna i, fins i tot, arribar a remodelar les seves fites fonamentals.
Al sistema polític li arriben inputs (demandes i suports), aquestes demandes que provenen de l'ambient social es basen en les necessitats que s'originen en l'opinió pública, els interessos, etc. Convertides les necessitats en demandes expresses, es traslladen de l'ambient social al sistema polític responsable de l'agregació i articulació d'aquestes demandes. Són les funcions que compleix la black box (caixa negra) que actua com a filtre del sistema, a través de mecanismes de reducció i selecció de demandes. Els responsables del filtre de les demandes són aquells que ocupen determinats rols, siguin individus o grups, els quals són capaços d'orientar els continguts del procés polític. El suport és indispensable per transformar les demandes en outputs, en decisions i accions (o per mantenir decisions ja preses).
Easton distingeix entre suport difús, que expressa confiança en la legitimitat del règim i de l'autoritat, i suport específic, que és el resultat de decisions preses per l'autoritat que han donat una resposta satisfactòria als inputs previs, ja que existeix un permanent flux d'intercanvi d'inputs i outputs.
Easton pren un concepte de la cibernètica: feedback (retroalimentació) per explicar com un procés polític té la possibilitat de controlar i regular els disturbis del sistema. El circuit de retroalimentació té 4 parts:
1. Els estímuls produïts pels outputs dels governants entre els ciutadans.
2. Les respostes-reaccions d'aquests.
3. La comunicació als governants de les informacions relatives a aquelles respostes.
4. Les noves i diverses decisions preses pels governants com a resposta a la reacció dels ciutadans.

Es pot emprar el concepte de pertorbació per a designar les influències de l'ambient total d'un sistema que actuen sobre aquest i el modifiquen. No totes les pertorbacions creen necessàriament tensió. Es produeix tensió quan una pertorbació sobre una de les variables essencials del sistema és impulsada més enllà del seu marge crític.
En definitiva, es tracta d'una reorientació de fites després de l'intercanvi produït entre l'ambient social i el sistema polític. Una eficaç circularitat és la que dona funcionalitat al canvi polític. Si no es produeix hi hauria una sobrecàrrega del sistema polític, la conseqüència de la qual és la ingovernabilitat.